# تهل، بردا
تهل (به لاتین: Təhlə) یک منطقهٔ مسکونی در جمهوری آذربایجان است که در شهرستان بردع واقع شده‌است.

## خصوصیات
تهل ۱۴۰ نفر جمعیت دارد.